# اصلاحی فیبوناچی

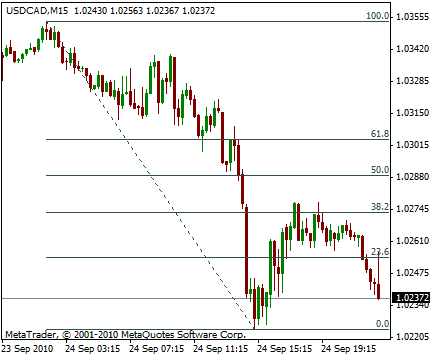
اصلاحی فیبوناچی در جفت ارز دلار آمریکا دلار کانادا

اصلاحی فیبوناچی (به انگلیسی: Fibonacci Retracement) روشی است برای استفاده از ابزار فیبوناچی در نمودار دارایی مالی که برای تعیین مقدار اصلاح قیمت و یافتن نقاط احتمالی برگشت (حمایت و مقاومت) آن دارایی به کار می‌رود و از نقطه پایانی شروع می شود تا نقطه آغازین.

## دنباله فیبوناچی
فیبوناچی دنباله‌ای است که با فرمول زیر به دست می آید:
غیر از دو عدد اول، اعداد بعدی از جمعِ دو عددِ قبلیِ خود بدست می‌آیند. اولین اعداد این سری عبارت‌اند از:
۰، ۱، ۱، ۲، ۳، ۵، ۸، ۱۳، ۲۱، ۳۴، ۵۵، ۸۹، ۱۴۴، ۲۳۳، ۳۷۷، ۶۱۰، ۹۸۷، ۱۵۹۷، ۲۵۸۴، 8۱۸۱، ۶۷۶۵، ۱۰۹۴۶، ۱۷۷۱۱

## ابزار فیبوناچی
در این ابزار از سطوح مختلف فیبوناچی استفاده می‌شود. از جمله مهم‌ترین سطوح آن می‌توان 23.6%، 38.2%، 50% و 61.8% را نام برد.

### کاربردها

#### تعیین نقاط برگشت قیمت
معامله گران سهام از ابزار فیبوناچی برای بررسی نقاط برگشت قیمت سهام استفاده می کنند. به این ترتیب که با در نظر گرفتن هر کدام از سطوح یاد شده، احتمال بازگشت قیمت از آن سطح می رود. منظور از اصلاح هم این است که آن مقدار از حرکت ممکن است اصلاح اندک یا زیادی را در پی داشته باشد که این اصلاح به معنای کاهش قیمت در روند صعودی و افزایش قیمت در روند نزولی است.

#### تجهیز اندیکاتورها
مفهوم ابزار فیبوناچی در بعضی اندیکاتورها نیز به کار می رود به خصوص الیوت، سطوح تیرون و الگوی گارتلی.

### انواع استفاده ها

#### اصلاحی فیبوناچی
در ابتدای همین مقاله اصلاحی فیبوناچی توضیح داده شده است.

#### فیبوناچی برگشتی
فیبوناچی برگشتی نوعی اصلاحی فیبوناچی است که نقطه شروع آن اولین نقطه است.